# Rui Cerqueira
Rui Cerqueira (12 de dezembro de 1948, Salvador, Brasil) é professor titular do Departamento de Ecologia da Universidade Federal do Rio de Janeiro (UFRJ) e um dos mais importantes zoólogos brasileiros, com mais de 200 publicações científicas e mais de 100 estudantes de graduação e pós-graduação formados sob sua orientação. Seu trabalho concentra-se principalmente no campo da biologia de populações de mamíferos e outros vertebrados e em suas aplicações na saúde pública e conservação da biodiversidade.

## Carreira
Sua formação foi feita na Universidade do Estado do Rio de Janeiro (UERJ), onde se graduou em 1972 em História Natural. Na mesma época, foi estagiário de iniciação científica no Departamento de Vertebrados do Museu Nacional da UFRJ e no Jardim Botânico do Rio de Janeiro. Em 1976 concluiu o mestrado em Zoologia no Museu Nacional (UFRJ) e foi para o University College London (UCL), no Reino Unido, onde concluiu o o doutorado em Zoologia e Anatomia Comparada de Vertebrados em 1980.
Em 1982 Rui Cerqueira foi contratado pelo Departamento de Ecologia da UFRJ. Criou então o Laboratório de Vertebrados (LabVert), que desenvolve pesquisas científicas em ecologia e evolução, utilizando vertebrados terrestres como modelo, com ênfase em mamíferos e aves. Desde então, Cerqueira e seus estudantes desenvolveram um importante núcleo de pesquisas com vertebrados permeando diversos campos da ecologia e evolução, como sistemática, ecologia das adaptações animais, ecologia de populações, ecologia de comunidades, ecologia da paisagem, macroecologia, biogeografia ecológica e biologia da conservação.
Cerqueira foi sócio fundador e primeiro presidente da Sociedade Brasileira de Mastozoologia (SBMz) de 1985 a 1990. Ao longo de sua carreira, foi membro de importantes corpos colegiados, incluindo os comitês assessores de Zoologia e de Ecologia do Conselho Nacional de Desenvolvimento Científico e Tecnológico (CNPq). Atualmente é professor titular da UFRJ e orientador em três Programas de Pós-Graduação: Ecologia, Genética e Zoologia da UFRJ. É também Editor Emérito do Brazilian Journal of Mammalogy.

## Homenagens
Cerqueira tem duas espécies de ratos-silvetres nomeadas em sua homenagem, Calomys cerqueirai e Euryoryzomys cerqueirai  . Foi eleito Honorary Member  da American Society of Mammalogists em 2012. Recebeu o título de Sócio Honorário da Societade Brasileira de Mastozoologia em 2014.

## Publicações selecionadas
- Vieira M.V., Olifiers N., Delciellos A.C., Antunes V.Z., Bernardo L.R., Grelle C.E., Cerqueira, R. (2009). Land use vs. fragment size and isolation as determinants of small mammal composition and richness in Atlantic Forest remnants. Biological Conservation 142:1191-1200.
- Lemos B., Marroig G., Cerqueira R. (2001). Evolutionary rates and stabilizing selection in neotropical opossums (Didelphimorphhia Didelphidae). Journal of Zoology 255: 181-189.
- D'Andrea P.S., Maroja L.S., Gentile R., Cerqueira R., Maldonado A., Rey L. (2000). The parasitism of Schistosoma mansoni (Digenea - Trematoda) in a naturally infected population of water rats Nectomys squaipes (Rodentia Sigmodontinae) in Brazil. Parasitology 120: 573-582.
- Cerqueira R., Lemos B. (2000). Morphometric differentiation between Neotropical black-eared opossums Didelphis marsupialis and D. aurita (Didelphimorphia Didelphidae). Mammalia 64: 319-327.
- Marroig G., Cerqueira R. (1997). Plio-Pleistocene South America history and the Amazonas Lagoon Hypothesis: a piece in the puzzle of Amazonian diversification. Journal of Comparative Biology 2: 103-119.
- Bonvicino C.R., D'Andrea P.S., Cerqueira R., Seuanez H.N. (1996). The chromosomes of Nectomys (Rodentia Cricetidae) with 2n=52 2n=56 and interespecific hybrids (2n=54). Cytogenetics and Cell Genetics 73: 190-193.
- Cerqueira, R. (1985). The distribution of Didelphis in South America (Polyprotodontia, Didelphidae). Journal of Biogeography 12: 135-145.